# Мозес Менделсон
Мозес Менделсон (на немски: Moses Mendelssohn), срещан и като Моше Менделсон, е германски философ от еврейски произход и духовен водач при възникването на Хаскалата.

## Биография
Роден е на 6 септември 1729 година в Десау, княжество Анхалт, в бедно семейство на масорети. Получава традиционно еврейско образование. През 1743 г. се установява в Берлин, където се самообразова изучавайки класически и съвременни езици, естествени науки и философия. От 1750 г. е учител в богато еврейско семейство на фабрикант.
Менделсон установява контакти с интелектуалци, като Готхолд Ефраим Лесинг. Срещата му и последвалото творческо сътрудничеството с Лесинг изиграва определящо значение за оформяне на светогледа, философските и религиозни разбирания към деизъм на Менделсон. През следващите десетилетия той се утвърждава като един от водещите интелектуалци в Германия, пишейки по въпроси на политическата философия и теологията. Дейността на Менделсон става основа и на еврейското обществено движение Хаскала. Той поставя началото на рода Менделсон, представители на който са видни финансисти и интелектуалци.
Умира на 4 януари 1786 година в Берлин на 56-годишна възраст.

## Избрана библиография
- Briefe über die Empfindungen. 1755.
- Philosophische Schriften. 2 Bände, 1761.
- Gedanken von dem Wesen der Ode. 1764.
- Phädon oder über die Unsterblichkeit der Seele. 1767.
- Von der Lyrischen Poesie. 1778.
- Schreiben an den Herrn Diaconus Lavater zu Zürich. Berlin 1769.
- Übersetzung des Pentateuch/der Torah und der Psalmen ins Deutsche. 1783. (Nachdruck Die Psalmen, Walther Pape (Hrsg.) Berlin: Henssel Verlag, 1991.)
- Jerusalem oder über religiöse Macht und Judenthum. 1783.
- Ueber die Frage: was heißt aufklären? 1784.
- Morgenstunden oder Vorlesungen über das Dasein Gottes. 1785.
- Kleine philosophische Schriften. Sammlung von Zeitschriften-Aufsätzen mit einem Vorwort von Johann Georg Müchler und einer Skizze seines Lebens und Charakters von D. Jenisch. Berlin 1789.
- Sämtliche Werke. 12 Bände, 1819 – 1825.